# Ifistiade
Ifistiade o Efestiade (in greco antico: Ἰφιστιάδαι o Ἡφαιστιάδαι?, Iphistiádai o Hephaistiádai) era un demo dell'Attica a circa 10 km a nord-est delle mura di Atene e a 2 km a sud del fiume Cefiso. Si trovava nei pressi dell'odierna Iraklio. 
Fino alla metà del XIX secolo si credeva che Ifistiade ed Efestiade fossero due demi separati, ma presto si scoprì che il secondo nome era una deformazione di epoca ellenistica o romana del primo. Il nome deriva dall'eroe Ifistio, citato solamente da Esichio. 
Platone descrive una sua proprietà sita nel demo, delimitata a nord dalla strada da Cefisia e a sud dal tempio di Eracle; questo tempio è attestato anche da una pietra di confine del tempio rinvenuta nel 1926. Da ciò si deduce che questa divinità fosse particolarmente venerata nella zona.